# White Blood Cells
White Blood Cells -En español literalmente: Glóbulos blancos ó leucocitos- es el tercer álbum de la banda estadounidense de rock The White Stripes, lanzado el 3 de julio de 2001 por Sympathy for the Record Industry, y producido por el vocalista y guitarrista de la banda, Jack White.
Significó una importante subida comercial para la banda, llegando a vender 900,000 copias y llegando a ser disco de oro. Llegó al puesto #61 en la lista Billboard y al puesto 58 en el Reino Unido. La revista Stylus Magazine lo calificó como el decimoquinto mejor álbum del período 2000-2005.
El álbum fue dedicado a Loretta Lynn, amiga de Jack y Meg.

## Lista de canciones
Todas las canciones escritas por The White Stripes.
1. "Dead Leaves and the Dirty Ground" – 3:04
2. "Hotel Yorba" – 2:10
3. "I'm Finding It Harder to Be a Gentleman" – 2:54
4. "Fell in Love with a Girl" – 1:50
5. "Expecting" – 2:03
6. "Little Room" – 0:50
  - Única canción de The White Stripes que no tiene una guitarra, piano, u otro instrumento tocado por Jack.
7. "The Union Forever" – 3:26 
  - La lírica de la canción está compuesta por líneas de la película Ciudadano Kane de Orson Welles.
8. "The Same Boy You've Always Known" – 3:09
9. "We're Going to Be Friends" – 2:22
10. "Offend in Every Way" – 3:06
11. "I Think I Smell a Rat" – 2:04
12. "Aluminum" – 2:19
  - Única canción de The White Stripes en ser casi instrumental.
13. "I Can't Wait" – 3:38
14. "Now Mary" – 1:47
15. "I Can Learn" – 3:31
16. "This Protector" – 2:10

## Créditos
- Jack White - Guitarra, piano y voz.
- Meg White - Batería, y voz.